# Julius von Payer

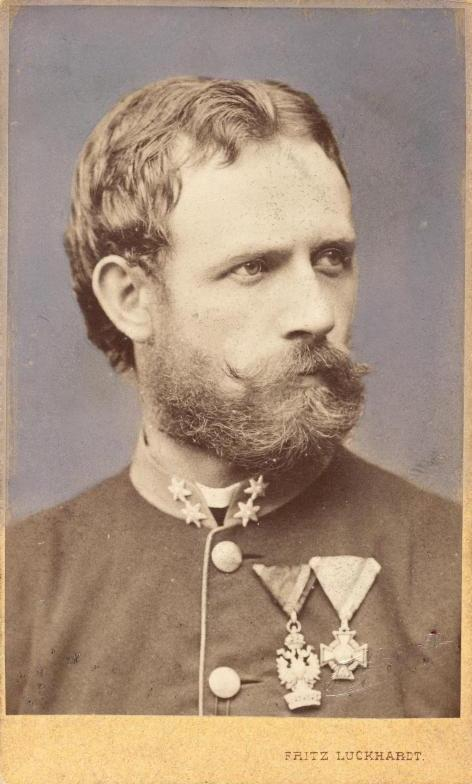
Julius von Payer.

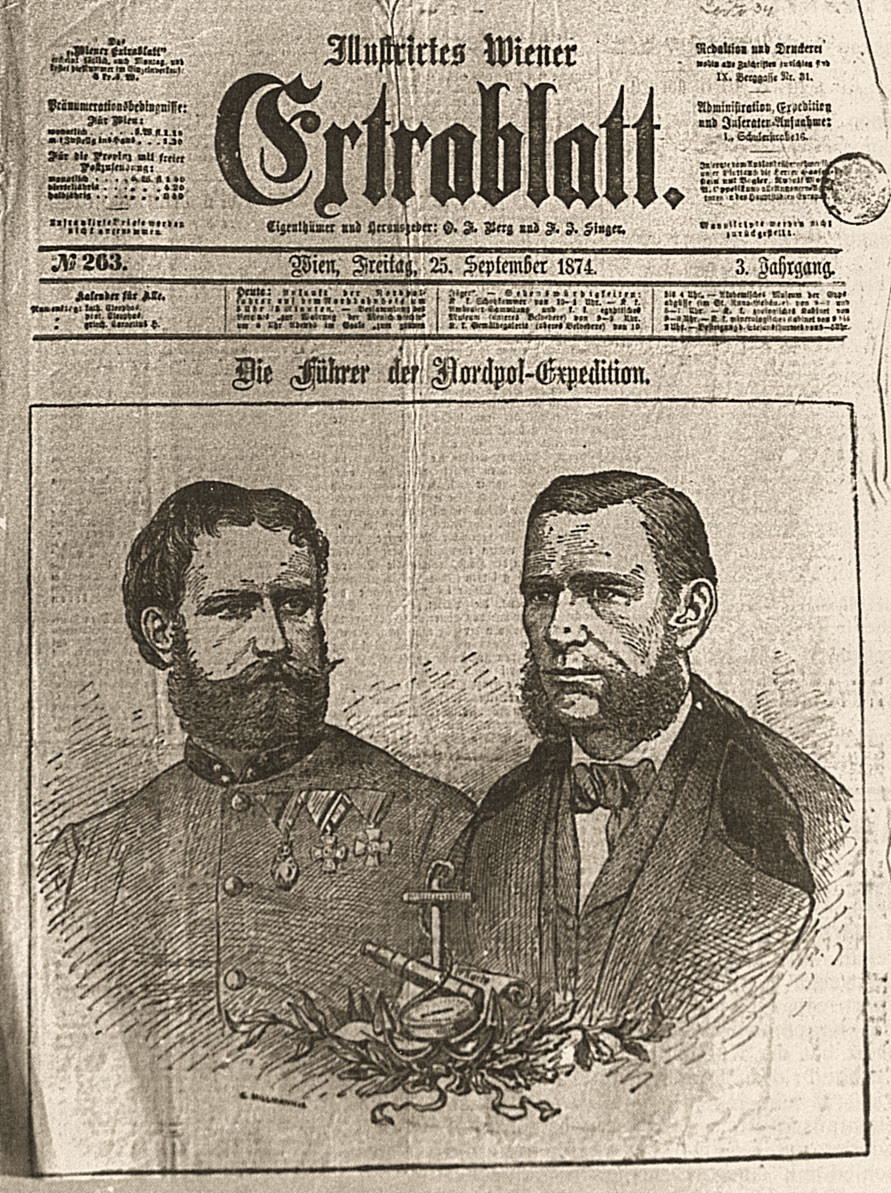
Julius von Payer (vänster) och Carl Weyprecht (höger) på en tidning från Wien.

Julius von Payer, född 1 september 1842 i Schönau invid Teplitz, Böhmen, Kejsardömet Österrike,
död 29 augusti 1915 i Veldes, Slovenien, Österrike-Ungern (numera Bled, Slovenien] var en österrikisk polarforskare.
Payer blev 1859 officer i österrikiska armén, verkställde svåra mätningar av Ortler-alperna och publicerade i "Petermanns Mitteilungen" den vetenskapliga delen av sina alpvandringar. Åren 1869-1870 deltog han i den andra tyska nordpolsexpeditionen under Carl Koldewey, nådde under en slädfärd längs grönländska kusten 77:e breddgraden och upptäckte Frans Josefs fjord på Grönlands östra kust.
År 1871 företog han på fartyget Isbjörnen tillsammans med Carl Weyprecht en rekognosceringsfärd från Tromsø i riktning mellan Spetsbergen och Novaja Zemlja, där de uppnådde 79° nordlig bredd och överallt fann öppet vatten. Uppmuntrade därav, anträdde de i juni 1872 från Bremerhaven på fartyget Tegetthoff en resa med beteckning österrikisk-ungerska polarexpeditionen. Vid 76° 30’ nordlig bredd blev de norr om Novaja Zemlja fången av isen och drev mot norr. Deras försök att befria sig på sommaren 1873 misslyckades och därför stannade de på hösten i närheten av ett okänt bergland som fick namnet Frans Josefs land. 
Utan skydd av hamnplats, gjorde de därefter den andra övervintringen under 79° 51’ nordlig bredd och 59° östlig längd från Greenwich. Därunder företog Payer på våren 1874 en längre slädfärd, som sträckte sig till 82° 5’ nordlig bredd och medförde upptäckten av, att Frans Josefs land i själva verket var en stor ögrupp. Den 20 maj övergavs '"Tegetthoff" och manskapet anträdde hemfärden med båtar och slädar. De nådde efter 96 dagar fritt vatten och vid 77° 40 V upptogs båtarna vid Novaja Zemljas kust av ryske skepparen Fedor Voronin på skonaren Nikolaj samt anlände 9 dagar därefter till Vardö.
Efter hemkomsten bosatte Payer sig som privatman i Frankfurt am Main och senare i Paris. Utom en mängd monografier i "Petermanns Mitteilungen" och "Mitteilungen der Wiener geograpischen Gesellschaft" har han utgivit Die Österreichisch-Ungarische Nordpolexpedition 1872-74: (1876; innehållande en skiss av den 2:a tyska nordpolsexpeditionen 1869- 70 och av 1871 års rekognosceringsexpedition; svensk bearbetning av Thore Magnus Fries under titeln "Upptäcktsresor i norra polarhafvet", 1877).
Under sina senare år ägnade Peyer sig åt konsten och utbildade sig i München till historiemålare. Som sådan gjorde han till sin uppgift att i en tavelcykel skildra den franklinska nordpolsexpeditionens öde. Den mest bekanta av dessa målningar, Dödens vik (1884; utställd även i Stockholm, 1885), visar expeditionens undergång i polarisen.